# Kally's mashup: la música vol. 2

Kally's mashup: la música vol. 2 es la segunda banda sonora de la serie de televisión Kally's Mashup de Nickelodeon. La mayoría de las canciones del álbum son interpretadas por la protagonista de la serie, Maia Reficco junto al elenco de la serie. Las canciones fueron nuevamente compuestas por Adam Anders, Nikki Anders y Peer Åström, al igual que fue producido por Adam y Åström. El álbum fue puesto para su reproducción en plataformas digitales y de streaming el 19 de abril de 2019, a través de los sellos discográficos Sony Music Latin y Deep Well Records.

## Sencillos
- «Unísono»: primer sencillo, lanzado el 22 de octubre de 2018. interpretado por Maia Reficco,celeste sanazi, Lalo Brito y El Purre.[3]
- «What Is Feeels Like»: Segundo sencillo, lanzado el 26 de octubre de 2018. interpretando por Maia Reficco y Alex Hoyer.[4]
- «Go» : tercer sencillo, lanzado el 2 de noviembre de 2018. interpretando por Maia Reficco.[5]
- «The Battle»: cuarto sencillo, lanzado el 16 de noviembre de 2018. interpretando por Maia Reficco, Josefina Willa, Lalo Brito, Sofía Maquieira, Daniela Flombaum, Tomás Blanco, Celeste Sanazi, Ana Julia Angilello y Zhongbo Li .[6]
- «Catching Fire»: Quinto sencillo, lanzado el 23 de noviembre de 2018.Interpretando por Alex Hoyer y Maia Reficco[7]
- «Still»: sexto sencillo,lanzado el 26 de noviembre de 2018.Interpretado por Maia Reficco.[8]
- «Movin'On»: séptimo sencillo, lanzado el 30 de noviembre de 2018.Interpretando por Maia Reficco.[9]
- «La vida con amigas»: octavo sencillo,lanzado el 7 de diciembre de 2018. Interpretando por Maia Reficco y Sara Cobo.
- «Still (Duet)»: noveno sencillo,lanzado el 14 de diciembre de 2018.Interpretando por Maia Reficco y Alex Hoyer
- «Run (hacerlo mio)»: décimo sencillo,lanzado el 21 de diciembre de 2018. Interpretando por Maia Reficco.

## Lista de canciones
| Kally's Mashup: La música vol. 2 |                                |                                      | |          |  |
| N.º                              | Título                         | Escritor(es)                         | Artista(s) | Duración |  |
| 1.                               | «Unísono»                      | Adam Anders Nikki Anders Peer Åström | Maia Reficco, Lalo Brito, Celeste Sanazi, Jose Jimenez Zapiola                                                                              | 3:13     |  |
| 2.                               | «What It Feels Like»           | Anders Nikki Åström                  | Maia Reficco y Alex Hoyer | 3:17     |  |
| 3.                               | «GO!»                          | Anders Nikki Åström                  | Maia Reficco | 3:36     |  |
| 4.                               | «After We Dance»               | Anders Nikki Åström                  | Alex Hoyer, Tupac Larriera & Tom CL | 2:29     |  |
| 5.                               | «The Battle»                   | Anders Nikki Åström                  | Maia Reficco, Josefina Willa, Lalo Brito, Sofía Maquieira, Daniela Flombaum, Tomás Blanco, Celeste Sanazi, Ana Julia Angilello y Zhongbo Li | 3:18     |  |
| 6.                               | «Catching Fire»                | Anders Nikki Åström                  | Maia Reficco y Alex Hoyer | 3:51     |  |
| 7.                               | «Still»                        | Anders Nikki Åström                  | Maia Reficco | 1:58     |  |
| 8.                               | «Movin' On»                    | Anders Nikki Åström                  | Maia Reficco | 3:57     |  |
| 9.                               | «La vida con amigas»           | Anders Nikki Åström                  | Maia Reficco y Sara Cobo | 3:36     |  |
| 10.                              | «Still» (Duet)                 | Anders Nikki Åström                  | Maia Reficco y Alex Hoyer | 1:57     |  |
| 11.                              | «Catch Me If You Can»          | Anders Nikki Åström                  | Alex Hoyer | 3:10     |  |
| 12.                              | «Run» (Hacerlo mío)            | Anders Nikki Åström                  | Maia Reficco | 3:25     |  |
| 13.                              | «Key Of Life»                  | Anders Nikki Åström                  | Maia Reficco | 3:18     |  |
| 14.                              | «Key Of Life» (Andy Mak Remix) | Anders Nikki Åström                  | Maia Reficco | 3:51     |  |
| 01:02:00                         |                                |                                      | |          |  |

## Historial de lanzamiento
| Región  | Fecha               | Sello                               | Formato                         | Ref           |
| ------- | ------------------- | ----------------------------------- | ------------------------------- | ------------- |
| Mundial | 19 de abril de 2019 | Sony Music Latin, Deep Well Records | CD,Descarga digital y Streaming | [ 10 ] [ 11 ] |